# Age of Unreason
Age of Unreason è il diciassettesimo album in studio del gruppo musicale statunitense Bad Religion, pubblicato nel 2019.

## Tracce
1. Chaos from Within – 1:50 (Brett Gurewitz, Greg Graffin)
2. My Sanity – 2:58 (Gurewitz, Graffin)
3. Do the Paranoid Style – 1:45 (Gurewitz, Graffin)
4. The Approach – 2:25 (Gurewitz, Graffin)
5. Lose Your Head – 2:50 (Gurewitz, Graffin)
6. End of History – 2:47 (Gurewitz, Graffin, Carlos de la Garza)
7. Age of Unreason – 2:40 (Gurewitz, Graffin)
8. Candidate – 2:45 (Gurewitz, Graffin)
9. Faces of Grief – 1:04 (Brian Baker, Gurewitz, Graffin)
10. Old Regime – 2:42 (Gurewitz, Graffin)
11. Big Black Dog – 2:06 (Gurewitz, Graffin)
12. Downfall – 2:36 (Gurewitz, Graffin)
13. Since Now – 1:43 (Gurewitz, Graffin)
14. What Tomorrow Brings (+ hidden track The Kids Are Alt-Right dal minuto 3:09) – 5:52 (Gurewitz, Graffin)
15. The Profane Rights of Man (CD bonus track) – 2:07 (Gurewitz, Graffin)

## Formazione
- Greg Graffin – voce
- Brett Gurewitz – chitarra
- Brian Baker – chitarra
- Mike Dimkich – chitarra
- Jay Bentley – basso
- Jamie Miller – batteria